# Cultura de Uzbekistán

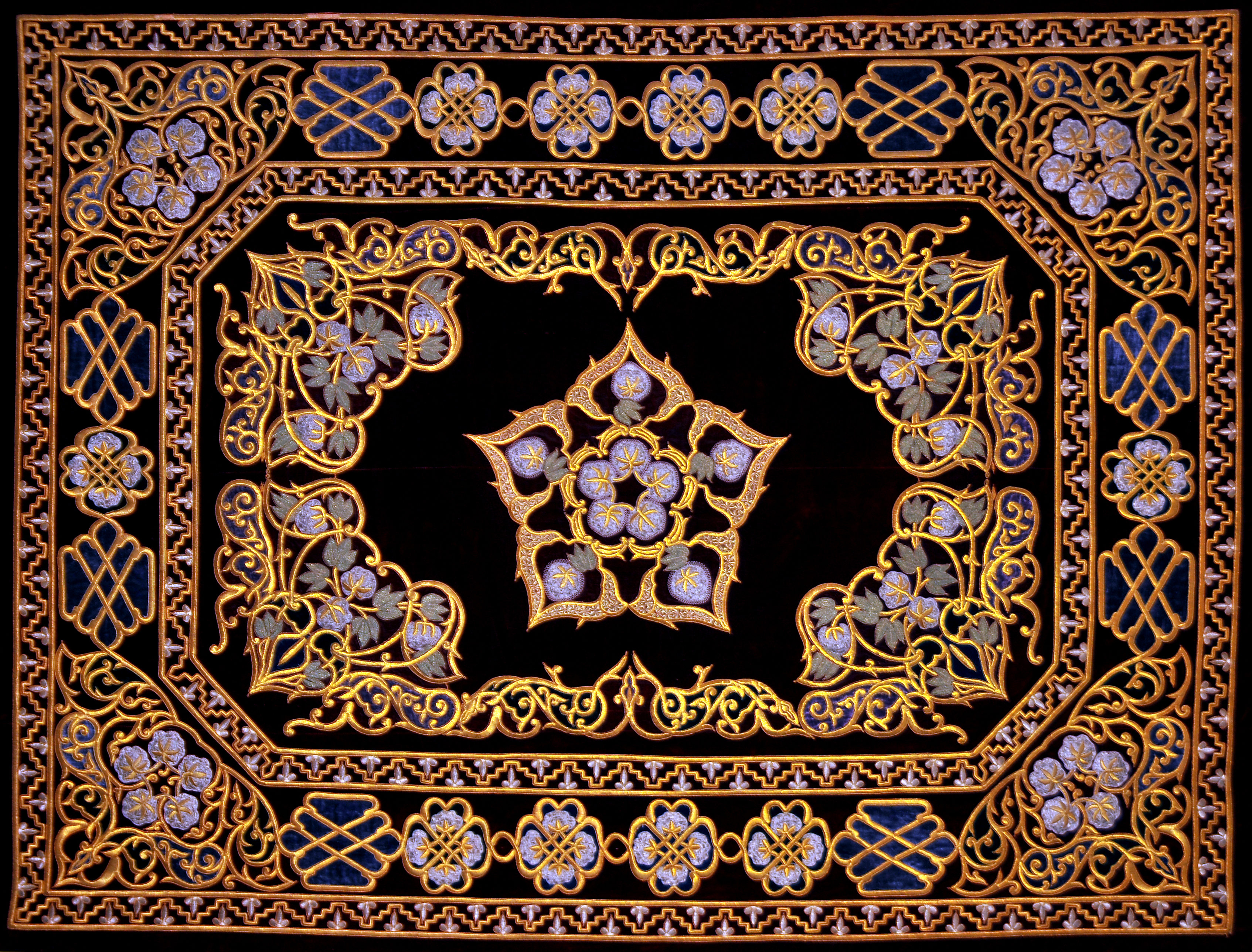
Alfombra de la colección del Museo de Artes Decorativas. Taskent (Uzbekistán)

## Música uzbeka
La cultura no es sólo la música, también sus típicas vestimentas, su moneda, su comida tradicional, todo.
La música tradicional de Uzbekistán, constituida básicamente por el maqam y el shashmaqam, tiene muchos rasgos similares con la música tradicional de su vecina Tayikistán, mezclándose así elementos de la música persa. Sherali J'oraev es uno de los maqamistas más conocidos y tradicionales del país.
En cuanto a la música pop, el rock and roll y particularmente el rap, Uzbekistán es el país que se lleva la mayor parte de la vida artística y musical del Asia Central.
Musicalmente, la presencia rusa en esta ex república soviética ha sido bastante fuerte. La mayoría de los cantantes y grupos de este país hacen música con un sonido bastante occidentalizado y moderno musicalmente, cosa que solo ocurre en uno de sus países vecinos como es el caso de Kazajistán.
En el mes de octubre de los años impares se celebra el festival de música "Sharq Taronalari" (ritmos del este, en uzbeko) en la ciudad de Samarcanda. El mismo reúne a los músicos más representativos del Asia Central, así como de países extrarregionales. El festival de 2005 contó con la presencia de Charles Aznavour (de origen armenio), entre otros.
Aun cuando la presencia de las multinacionales es escasa, dominan con diferencia las empresas discográficas nacionales y centroasiáticas, por ejemplo uno de los más poderosos y populares sellos discogradicos es Tarona Records, que es el que más presencia tiene en el mundo musical uzbeko, siendo la más exitosa de este país. A esta discográfica están ligados grandes voces de la música uzbeka.
Algunos importantes grupos y cantantes uzbekos:

### Se*tanho
Un grupo vocal femenino formado por tres jóvenes: Komila, Phferuza y Leylo. Desde el inicio de su carrera en 1999 con el álbum 'Ohím', han publicado seis discos en siete años, llegando a consolidar una exitosa carrera en su propio país y en el vecino Tayikistán, llegando a tener cientos de miles de fanes.
Sin duda en su país son todo un fenómeno musical y un grupo de referencia para muchos cantantes. 
Su estilo es un Synthpop espiritual perceptible en canciones como Ruhlar yashar que en sus dos últimos discos publicados han fusionado con sonidos étnicos.
Recientemente, han roto su contrato con Tarona Records y han cambiado su nombre por Se*tanho, desde entonces trabajan en un sello discográfico propio e independiente.

### Shahzoda
Shahzoda Mussayeffa es otra cantante conocida en su país también ligada a la discográfica Tarona Records. Los inicios de su carrera datan del año 2001, pero su formación artística se remonta hacia cuando ella tenía cinco años. Uno de sus temas más conocidos es Kérak émas

### Lola
La historia de esta joven cantante y compositora es bastante corta ya que solo lleva 2 años en el mundo de la música, aunque se ha hecho en poco tiempo muy importante. Publicó su primer disco Netayin en el año 2003 de la mano de Tarona Records.
En sus inicios la joven hacía un pop electrónico pegadizo y fuertemente occidentalizado, muy comercial en el país. Este disco le valió un doble disco de platino.
En el 2005 publicó su segundo trabajo Muhabbatim, un disco más laborado y acústico en el que se nota un importante cambio a nivel creativo de la cantante.
Lola Yoʻldosheva cuenta con un gran séquito de fanes, uno de sus hits más radiados en el país es Sevgimi shu, simple perteneciente a su primer disco.

## Cine de Uzbekistán
El cine de Uzbekistán (en uzbeco: Oʻzbek kinosi, en ruso: Кинематограф Узбекистана) comprende el arte del cine y películas creativas realizadas dentro de la nación de Uzbekistán o por cineastas uzbekos en el extranjero. La historia del cine uzbeko se puede dividir en dos periodos: el cine de Uzbekistán soviética (1924-1991) y el cine de Uzbekistán independiente (1991-presente). Las películas de la época soviética fueron filmadas en ruso o uzbeko.
Entre las películas de la era soviética aclamadas por la crítica se incluyen títulos como Maftuningman “Encantado por ti“ (1958), Mahallada duv-duv gap “De lo que habla todo el vecindario” (1960) y Shum bola “Muchacho travieso” (1977), y de la era postsoviética cabe mencionar Osmondagi bolalar “Chicos en el cielo” (2002), Virus (2016) e Ilhak (2020).
Hasta el 2017 la industria se había visto seriamente paralizada por falta de fondos, apoyo y material, pero recibió un renovado impulso al volver a editarse, tras veinticuatro años, el Festival Internacional de Cine de Tashkent.

## Literatura
El autor nacido en Uzbekistán más conocido sea probablemente Avicena (980-1037). Nació en un pueblo cerca de Bujará. Fue autor de numerosas obras de diferentes temas, sobre todo de filosofía y medicina. Su contemporáneo, también nacido en tierras del actual Uzbekistán, Al-Biruni (973-1048), escribió obras sobre historia, astronomía, astrología, matemáticas y farmacología.
En 2001, el gobierno de Uzbekistán decretó la celebración del 2.700 aniversario del Avesta, el libro sagrado del Zoroastrismo. Aunque en la obra no se muestra el lugar concreto donde vivió el autor, numerosos investigadores lo sitúan en Corasmia, el actual Uzbekistán.
El poeta Pahlavan Mahmud (1247-1326) fue famoso por su fuerza hercúlea, además de por sus poemas. Tiene un mausoleo en Samarcanda.

### Época timúrida y posterior
La cultura, en la época de Tamerlán, tuvo un gran auge. De esa época destacan Horazmi (siglo XIV); Saifi Saroi (1323-1396); Atoi (siglos XIV-XV); Lutfiy (1366-1465); Sakkokiy (siglos XIV-XV); Gadoi (siglo XV); Husainiy (1438-1506); Alisher Navoi (1441-1501), quien firmaba como Navoi únicamente; el poeta Zahiriddin Muhammad Babur (1483-1530) nacido en Andiján, fundador del Imperio mogol, quien escribió Baburnama, que ya en el siglo XIX fue traducido al inglés y al francés; Muhammad Shayboni (1451-1510); Muhammad Salih (1455-1535), y Ubaydi (1487-1540).
El primer escritor en prosa uzbeka fue Abulghazi Bahadur (1603-1664), gobernante del kanato de Jiva, quien escribió dos obras históricas importantes, Genealogía de los turcomanos y Genealogía de los turcos. Entre esta época y la primera mitad del siglo XIX, en que la amenaza rusa exalta el nacionalismo, destacan Abulgozi Bahodirhon (1603-1663); Sufi Allahyor (1644-1721); Boborahim Mashrab (1657-1711); Muhammad Andalib (1712-1780); Hojanazar Huvaydo (1720-1780); Muhammadniyoz Nishoti (1730-1790); Muhammadsharif Gulhani (siglos XVIII-XIX); Shermuhammad Munis (1778-1829); Jahonotin Uvaysiy (1781-1845), poetisa; Amir Umarhon, Amiriy, 1787-1822) y Nodira–Komila (1792-1842), poetisa.

### Renacimiento Nacional
Durante la época en que los rusos amenazan el territorio, surge una abundante producción en la que destacan Muhammad Rizo Ogahi (1809-1894); Komil Horazmi (1825-1899); Muhyiddin Muhyi (1836-1911); Yusuf Saryomi (1840-1912); Feruz (Muhammad Rahimhon II, han de Hiva, 1845-1910); Muqimi (1850-1903); Zavqiy (1853-1921); Furqat (1859-1909), escritor, poeta y activista político; Agakhi Mukhammad Riza (1809-1874), historiador y traductor; Ishoqhon Ibrat (1862-1937); Ahmad Tabibi (1868–1910), y Anbar Otin (1870-1915).

### Jadidismo
El periodo jadidista se da a principios del siglo XX como parte de un movimiento de reforma pedagógica, cultural, religiosa y nacional, que surge en el Asia Central una vez la región anexionada al Imperio ruso.
Durante este periodo, aparecen una serie de escritores destacables en Uzbekistán, entre ellos, Mahmudhoja Behbudiy (1875-1919), Siddiki Ajzi (1864-1927), Karimbek Kami (1865-1922), Munavvarqori Abdurashidhon (1878-1931), Abdulla Avloni (1878-1934), Muhammadsharif Sofizoda (1880-1937), Hoji Muin (1883-1942), Sidqiy Hondayliqiy (1884-1934), Abdurauf Fitrat (1886-1938), Hamza Hakimzoda Niyozi (1889-1929), Abdulla Qodiriy (1894-1938), Vasli Samarkandi (1896-1925) y Abdulhamid Chulpon (1897-1938).

### Periodo soviético
En el siglo XX, destacan: Abdurauf Fitrat (1886-1936), nacido en Bujará y creador del movimiento reformista del Turquestán; Abdulla Avloni (1878-1934), quien escribía libros para niños; Cholpán (1893-1938), poeta, escritor, novelista y traductor; Hamza Hakimzade Niyazi (1889-1929), poeta y dramaturgo, el poeta de la Unión Soviética en Uzbekistán y uno de los padres de la poesía uzbeka moderna; Abdulla Kadiri (1894-1938), poeta, escritor y traductor, autor de novelas históricas; Gafur Gulom (1903-1966), poeta, novelista y traductor; Oybek (1905-1968), poeta y novelista; Mirkarim Osim (1907-1985), novelista, ensayista e historiador; Abdulla Qahhar (1907-1968), poeta, novelista y traductor; Maksud Shayhzoda (1908-1967), poeta; Hamid Alimjan (1909-1944), traductor, poeta y dramaturgo en la época soviética; Mirtemir (1910-1978), poeta y traductor; Usmon Nosir (1913-1944), poeta; Zulfia Isroilova (1915-1996), poetisa que firmaba sus obras como Zulfiya y que con 17 años publicó Las hojas de la vida; Said Ahmad (1920-2007), periodista y narrador que fue considerado héroe nacional por su contribución a la independencia; Asqad Muhtor (1920-1997), narrador y novelista; Odil Yokubov (1926-2009), ensayista y novelista, y Pirimkul Kodirov (1928-2010), novelista entre otros.

### Independencia
Ya en el periodo de independencia de Uzbekistán destacan: Shukur Holmirzaev (1940-2005); Utkir Hoshimov (1941-2013); Erkin Vohidov (1936); Abdulla Oripov (1941), político, poeta y traductor; Oydin Hojieva (1942); Muhammad Ali (1942); Tohir Malik (1946); Azim Suyun (1948); Ahmad Azam (1949-2014); Erkin Azam (1950); Sharof Boshbekov (1951); Alishir Ibadinov (1953); Hamid Ismailov (1954), cuyos trabajos están prohibidos en el país; Stalic Khankishiev (1962); Jahangir Mamatov (1955), uno de los autores de la Declaración de Inpedependencia en 1990; Muhammad Yusuf (1954-2001); Nafisa Abdullaeva (1978), escritora y poeta; Alisher Saipov (1981-2007), periodista kirguistaní de origen uzbeko crítico con el sistema, y Muhammad Salih (1949), escritor y líder de la oposición.